# Nisrine Dinar
Nisrine Dinar (sinh ngày 14 tháng 1 năm 1988) là một vận động viên điền kinh người Ma rốc, chuyên về nhảy sào. Thành tích tốt nhất của cô ấy là 4.05 m (13 ft 31⁄4 in), được thiết lập vào năm 2006, là kỷ lục quốc gia Maroc cho nội dung này.
Dinar là huy chương vàng tại Giải vô địch châu Phi năm 2010 về điền kinh. Cô là á quân ba lần tại cuộc thi đó. Tương tự, cô là người chiến thắng tại Thế vận hội Pan Arab 2011, từng là á quân năm 2004 và 2007, và đã giành hai huy chương vàng và ba huy chương tại Giải vô địch điền kinh Ả Rập. Trong các cuộc thi khu vực, Dinar thường kết thúc sau các vận động viên Tunisia Syrine Balti và Leila Ben Youssef.
Cô đã hai lần đại diện cho châu Phi tại IAAF Continental Cup. Cô thi đấu ở môn nhảy sào từ khi còn trẻ, giành Giải vô địch điền kinh thiếu niên châu Phi năm 2003 ở tuổi mười lăm và Giải vô địch điền kinh thiếu niên Ả Rập 2004 ở tuổi mười sáu. Cô đã giành được danh hiệu quốc gia nhảy sào nữ Maroc đầu tiên vào năm 2003.

## Cuộc thi quốc tế
| Năm  | Giải đấu                     | Địa điểm                     | Thứ hạng | Nội dung   | Chú thích |
| ---- | ---------------------------- | ---------------------------- | -------- | ---------- | --------- |
| 2003 | African Junior Championships | Garoua, Cameroon             | 1st      | Pole vault | 3.20 m    |
| 2004 | African Championships        | Brazzaville, Congo           | 4th      | Pole vault | 3.50 m    |
| 2004 | Arab Youth Championships     | Rabat, Morocco               | 1st      | Pole vault | 3.70 m    |
| 2004 | Pan Arab Games               | Algiers, Algeria             | 2nd      | Pole vault | 3.50 m    |
| 2005 | Mediterranean Games          | Almería, Spain               | 8th      | Pole vault | 3.60 m    |
| 2005 | World Youth Championships    | Marrakesh, Morocco           | 8th (q)  | Pole vault | 3.75 m    |
| 2005 | Jeux de la Francophonie      | Niamey, Niger                | 7th      | Pole vault | 3.40 m    |
| 2006 | African Championships        | Bambous, Mauritius           | 2nd      | Pole vault | 3.60 m    |
| 2007 | Arab Championships           | Amman, Jordan                | 1st      | Pole vault | 4.00 m    |
| 2007 | Universiade                  | Bangkok, Poland              | 18th (q) | Pole vault | 3.80 m    |
| 2007 | Pan Arab Games               | Cairo, Egypt                 | 2nd      | Pole vault | 3.80 m    |
| 2008 | African Championships        | Addis Ababa, Ethiopia        | 2nd      | Pole vault | 3.80 m    |
| 2009 | Jeux de la Francophonie      | Beirut, Lebanon              | 4th      | Pole vault | 3.70 m    |
| 2009 | Arab Championships           | Damascus, Syria              | 2nd      | Pole vault | 3.80 m    |
| 2010 | African Championships        | Nairobi, Kenya               | 1st      | Pole vault | 3.70 m    |
| 2010 | Continental Cup              | Split, Croatia               | —        | Pole vault | NM        |
| 2011 | Arab Championships           | Al Ain, United Arab Emirates | 1st      | Pole vault | 3.60 m    |
| 2011 | Pan Arab Games               | Doha, Qatar                  | 1st      | Pole vault | 3.91 m    |
| 2012 | African Championships        | Porto Novo, Benin            | —        | Pole vault | NM        |
| 2013 | Arab Championships           | Doha, Qatar                  | 2nd      | Pole vault | 3.90 m    |
| 2013 | Islamic Solidarity Games     | Palembang, Indonesia         | 3rd      | Pole vault | 3.85 m    |
| 2014 | African Championships        | Marrakesh, Morocco           | 2nd      | Pole vault | 3.80 m    |
| 2014 | Continental Cup              | Marrakesh, Morocco           | 6th      | Pole vault | 3.95 m    |
| 2015 | Arab Championships           | Isa Town, Bahrain            | 2nd      | Pole vault | 3.70 m    |
| 2016 | African Championships        | Durban, South Africa         | 3rd      | Pole vault | 3.80 m    |